# Pokémon Café ReMix
Pokémon Café ReMix originalmente llamado como Pokémon Café Mix (En japonés: ようこそ！ポケモンカフェ ～まぜまぜパズル～) es un videojuego de rompecabezas gratuito basado en la franquicia Pokémon desarrollado por Genius Sonority y publicado por Nintendo y The Pokémon Company para Nintendo Switch, Android e iOS. El juego fue lanzado el 23 de junio de 2020 en Norteamérica, y el 24 de junio de 2020 en Japón, Europa y Australia. Fue presentado durante el Pokémon Presents del 17 de junio de 2020.

## Modo de juego
Pokémon Café ReMix consiste en conectar iconos para avanzar en misiones. El jugador y Eevee son los dueños de un café donde los Pokémon piden comidas y bebidas. Con cada pedido, el usuario se involucra en un rompecabezas para preparar los artículos. En estas pruebas, el jugador debe despejar los iconos de Pokémon en la pantalla uniéndolos. El objetivo es recopilar una cantidad suficiente de un artículo en particular como se muestra en la lista del cliente. Algunos rompecabezas pueden implicar la recolección de objetos clave adicionales. Con cada pedido exitoso, el usuario puede actualizar su cafetería con más habitaciones y pisos, que atraen a más tipos de Pokémon que están dispuestos a convertirse en personal del local. Estos ayudan con los rompecabezas haciéndolos más fáciles, por ejemplo, cambiando un tipo de icono por otro. Para la versión de Nintendo Switch, el juego solo admite el modo portátil.

## Recepción
Pokémon Café Mix recibió "críticas mixtas o promedio" según Metacritic. Fue elogiado por los críticos por su estilo artístico, considerado "adorablemente nostálgico" por Abby Espiritu de TheGamer, y también alabado por Chris Scullion de Nintendo Life por su mecánica de emparejamiento "fácil de aprender". El juego fue criticado principalmente porque solo se podía jugar con la pantalla táctil, lo que causa incomodidad en la versión de Nintendo Switch. También fue criticado por Nathan Ellingsworth de SwitchPlayer por "un eventual ritmo lento", y le dio al juego una puntuación de 3/5. Ha sido nominado como Mejor Juego Móvil para The Game Awards 2020.